# Ozalj
Ozalj est une ville et une municipalité située dans le Comitat de Karlovac, en Croatie. Au recensement de 2001, la municipalité comptait 7 932 habitants, dont 95,99 % de Croates et la ville seule comptait 1 164 habitants.

## Localités
La municipalité de Ozalj compte 98 localités :
| - Badovinci - Belinsko Selo - Belošići - Boševci - Brašljevica - Bratovanci - Brezje Vivodinsko - Breznik - Brezovica Žumberačka - Budim Vivodinski - Bulići - Cerje Vivodinsko - Cvetišće - Dančulovići - Dojutrovica - Doljani Žumberački - Donji Lović - Donji Oštri Vrh Ozaljski - Dragoševci - Dučići | - Durlinci - Dvorišće Ozaljsko - Dvorišće Vivodinsko - Ferenci - Fratrovci Ozaljski - Furjanići - Galezova Draga - Galin - Goleši Žumberački - Goli Vrh Ozaljski - Gorniki Vivodinski - Gornje Pokupje - Gornji Lović - Gornji Oštri Vrh Ozaljski - Goršćaki Ozaljski - Grandić Breg - Grdun - Gudalji - Hodinci - Hrastovica Vivodinska | - Ilovac - Jaškovo - Kamenci - Kašt - Keseri - Kuljaji - Kunčani - Levkušje - Liješće - Lović Prekriški - Lukšići Ozaljski - Lukunić Draga - Mali Erjavec - Malinci - Novaki Ozaljski - Obrež Vivodinski - Ozalj - Pećarići - Petruš Vrh - Pilatovci | - Podbrežje - Podgraj - Police Pirišće - Polje Ozaljsko - Popovići Žumberački - Požun - Radatovići - Radina Vas - Rajakovići - Rujevo - Sekulići - Slapno - Soldatići - Sršići - Stojavnica - Svetice - Svetičko Hrašće - Šiljki - Škaljevica - Tomašnica | - Trešćerovac - Trg - Varaštovac - Veliki Erjavec - Vini Vrh - Vivodina - Vrbanska Draga - Vrh Ozaljski - Vrhovac - Vrhovački Sopot - Vrškovac - Vuketić - Vuksani - Zajačko Selo - Zaluka - Zorkovac - Zorkovac na Kupi - Zorkovac Vivodinski |